# Tercera batalla de Rastán
La tercera batalla de Rastán tuvo lugar en la ciudad homónima, el 14 de mayo de 2012, mientras la ONU negociaba un alto al fuego en la Guerra Civil Siria.

## Antecedentes
El área cerca de Rastán fue escenario de los primeros y más graves enfrentamientos armados entre los rebeldes y el ejército sirio hasta 2011. 
El ejército sirio recuperó el control de la ciudad varias veces, pero esta volvía a caer en manos de los rebeldes. Su ubicación estratégica a lo largo de la carretera que une la capital, Damasco, al norte del país y el terreno había ayudado a los desertores de unidades dispares montar ataques contra autobuses del ejército sirio y los controles de carretera atendidos por la Inteligencia Militar y la milicia progubernamental.

## Acontecimientos
Según el Observatorio Sirio para los Derechos Humanos, el 14 de mayo, veintitrés soldados sirios murieron en la ciudad de Rastán en fuertes enfrentamientos contra los rebeldes, que destruyeron tres vehículos blindados. Más temprano, fuentes de la oposición dijeron que un comandante rebelde local estuvo entre las decenas de personas muertas en el bombardeo del ejército sirio en Rastán, informó Reuters. Según un informe, nueve habitantes murieron en el bombardeo. Además, otros dos militares de transporte de personal blindados fueron capturados por los rebeldes, junto con 15 soldados.

## Consecuencias
En junio, las tropas sirias bombardearon Rastán con helicópteros y morteros, matando e hiriendo a un gran número de combatientes rebeldes, entre ellos a Ahmed Bahbouh, el jefe de la oficina militar de los rebeldes en Rastán. Observadores de las Naciones Unidas confirmaron que los helicópteros del ejército sirio dispararon contra los pueblos cerca de Homs, incluyendo a Rastán. Por primera vez, la ONU también verificó las reiteradas denuncias de los activistas de que las fuerzas del gobierno dispararon desde helicópteros durante la represión militar contra los disidentes. Kofi Annan dijo que estaba "profundamente preocupado" por esta noticia y un portavoz de la ONU dijo que "la artillería y los bombardeos de mortero, ametralladoras y armas pequeñas" estaban siendo utilizados contra las ciudades de Rastán y Talbiseh.
El 13 de julio, un coronel con 40 soldados y cuatro tanques desertó al Ejército Libre de Siria en Rastán. Los combatientes rebeldes también tomaron el control de la aldea de al-Ghantu, al suroeste de Talbiseh.